# 馬德里—華拉度列高速鐵路
馬德里－塞哥維亞－華拉度列高速鐵路（西班牙語：Línea de Alta Velocidad Madrid - Segovia - Valladolid）是西班牙首條從馬德里向北的高速鐵路，於2007年12月23日通車，2015年9月29日延長至萊昂。此線以標準軌建設，並於主要地點設立軌距轉換器，與現時主要採用的伊比利亞軌距互通。

## 特徵
路線以時速350公里建設，歐洲列車控制系統為II級。路線為跨越山脈而挖一條全歐洲鐵路第三長的瓜達拉馬隧道。